# Teupin Me
Teupin Me is een bestuurslaag in het regentschap Aceh Utara van de provincie Atjeh, Indonesië. Teupin Me telt 252 inwoners (volkstelling 2010).